# Salman Al-Faraj
Salman Mohammed Al-Faraj (arabiska: سلمان محمد الفرج), född 1 augusti 1989 i Medina, är en saudisk fotbollsspelare som spelar för Al-Hilal i Saudi Professional League. Han representerar även Saudiarabiens fotbollslandslag.